# Kármán-féle örvénysor

A Kármán-féle örvényjelenséget ábrázoló animáció

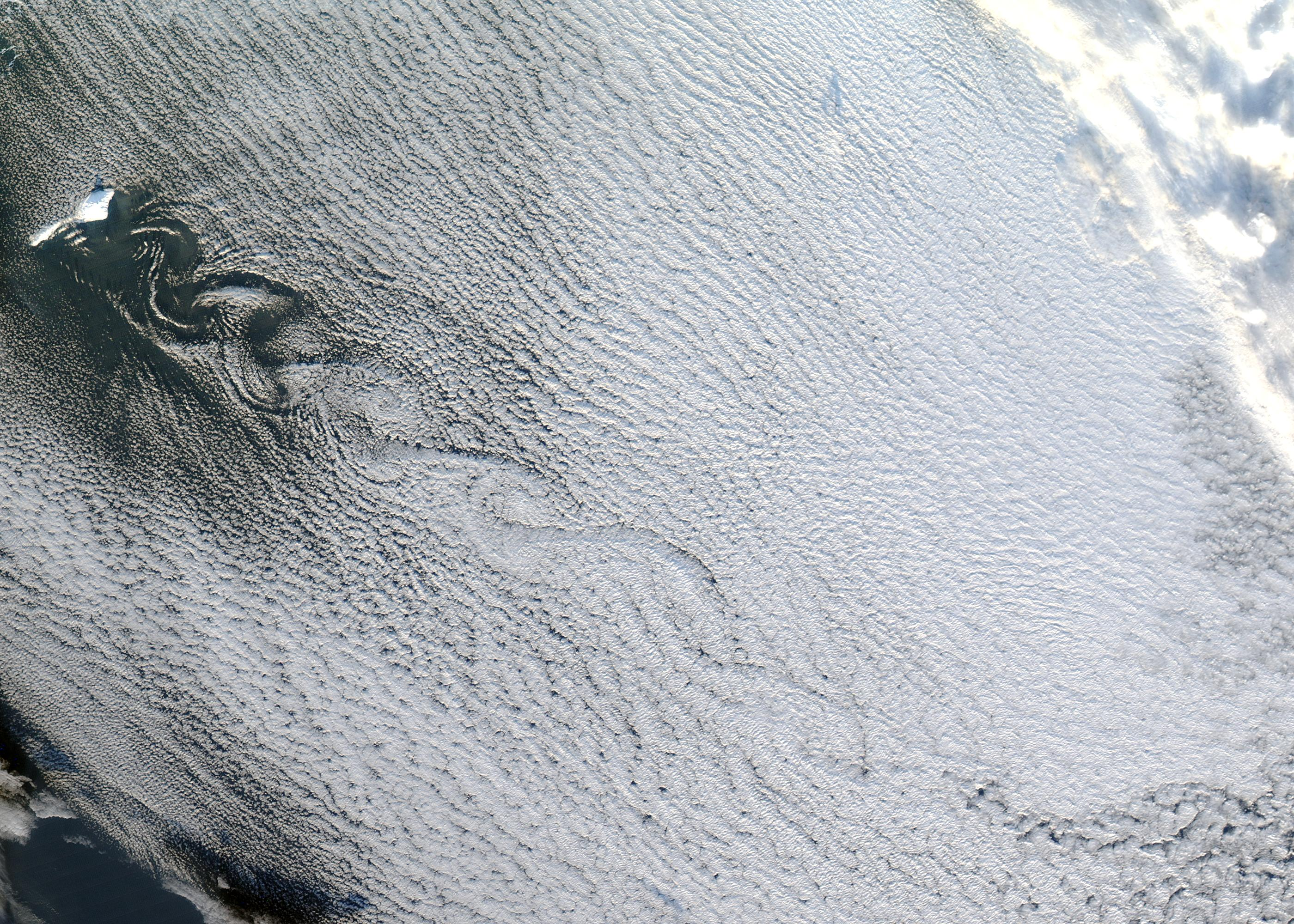
Kármán-féle örvénysor a Jan Mayen-sziget mögött

Kármán-féle örvénysor egy patak vizében, ahol csak az egyik oldali örvények láthatóak

A Kármán-féle örvénysor a hidro- és aerodinamika fontos jelensége. Nevét Kármán Tódorról kapta, aki első elméleti magyarázatát adta a súrlódó közegbe helyezett testek mögött keletkező turbulens áramlásoknak.

## A jelenség
Áramló, súrlódó folyadékba vagy gázba helyezett, nem kifejezetten áramvonalas test mögött örvénylő áramlás – örvénytér – keletkezik, amennyiben az áramlás sebessége elér egy adott, nagy sebességet. A test szélein az impulzusmomentum megmaradásának tétele miatt egymással ellentétes irányba forgó örvények jönnek létre, melyeket elég nagy forgási sebesség elérése esetén – tehetetlenségük folytán – magával ragad a súrlódó közeg. Szintén a perdületmegmaradásból következik, hogy a leszakadó örvények egyenként követik egymást és ellenkező forgásirányúak. A leszakadó örvények ily módon kialakuló egymásutánját nevezik Kármán-féle örvénysornak.
A Kármán-féle örvénysor csak Re~90 körüli Reynolds-szám felett jelenik meg. Az alsó Reynolds-szám határ az áramlásnak kitett test méretétől és alakjától függ, melyről az örvények leválnak, de ugyanígy a közeg kinematikai viszkozitásától is. A Reynolds-szám a tömegerők és a viszkózus erők (belső súrlódás) viszonyszáma és az alábbi képlet definiálja:
{\displaystyle Re={\frac {Vd}{\nu }}},
ahol:
d = a hengeres test átmérője (vagy más alkalmas szélességi méret nem kör keresztmetszetű testeknél),
V = a test előtti állandó áramlási sebesség,
{\displaystyle \nu } = a közeg kinematikai viszkozitása.
Viszonylag nagy Reynolds-szám tartományban (hengeres testek esetén 47<Re<107 között)  örvények válnak le folyamatosan a test mindkét oldalán a test mögött örvénysort alkotva. Az örvények és az ellenkező irányú örvények felváltva követik egymást a képen látható jellegzetes képet alakítva ki. Végül a tovagyűrűző örvények energiáját a közeg belső súrlódása emészti fel és, a jellegzetes minta lassan elenyészik.
Amikor egy örvény leválik, aszimmetrikus áramlás alakul ki a test körül, ami ennélfogva megváltoztatja a nyomáseloszlást is. Ez más szóval azt jelenti, hogy a leváló örvények periodikus oldalirányú erőket keltenek, melyek rezgésbe hozzák a testet. Ha az örvényleválások frekvenciája megegyezik a test vagy a szerkezet szabadlengéseinek frekvenciájával, rezonancia alakul ki. Ez a gerjesztett rezgés okozza egy meghatározott frekvencián a kifeszített telefonhuzalok vagy villanyvezetékek zenélését, ez okozza az autó antennájának erős rezgését egy bizonyos sebességnél, és ez felelős a reluxa redőnyök zörgéséért is, amikor szélhatásnak vannak kitéve.

## Technikai problémák
A fentiekben leírt periodikus gerjesztés igen káros lehet, ezért fontos, hogy a mérnökök számoljanak a kialakulható leváló örvénysorokkal már a tervezés során is egész sor szerkezet esetén, a tengeralattjárók periszkópjaitól kezdve az ipari kéményekig. Hogy az ilyen hengeres testek nemkívánatos rezgéseit elkerüljék, az áramlás kilépő oldalán az átmérőnél szélesebb hosszanti bordát alkalmaznak, amely meggátolja az örvények leválását. Sajnos egy karcsú épület vagy árbóc minden irányból várhatja a szelet, ilyenkor ez a megoldás nem jöhet szóba. Ezért csavarfelület alakú bordát alkalmaznak (a hengerpaláston spirális irányú lemezeket), mely hatékonyan változtatja meg az áramlást aszimmetrikus térbeli áramlássá, így megakadályozza az ellenkező irányú örvények leválását. Különösen veszélyes helyzet alakulhat ki, ha beton hűtőtornyokból több épült sorban egymás mögött (erőművekben találhatók ilyen megoldások). 1968-ban a Ferrybridge erőmű három hűtőtornyának összeomlását okozta a nagy erősségű szélhatás miatt létrejött örvény.
Kör keresztmetszetű hosszú testeknél az örvényleválás frekvenciája az alábbi empirikus képlettel számítható:
{\displaystyle {\frac {fd}{V}}=0.198\left(1-{\frac {19.7}{Re}}\right)},
ahol:
f = az örvényleválás frekvenciája,
d = a körüláramolt henger átmérője,
V = a megfúvás sebessége,
Re = a Reynolds - szám
A képlet {\displaystyle 250<Re<2\cdot 10^{5}} között érvényes. Az fd/V dimenziónélküli paramétert Strouhal-számnak hívják Vincenc Strouhal (1850-1922) cseh fizikus után, aki először tanulmányozta a távíróhuzalok zenélését 1878-ban.

## Kármán-féle örvénysorok a természetben

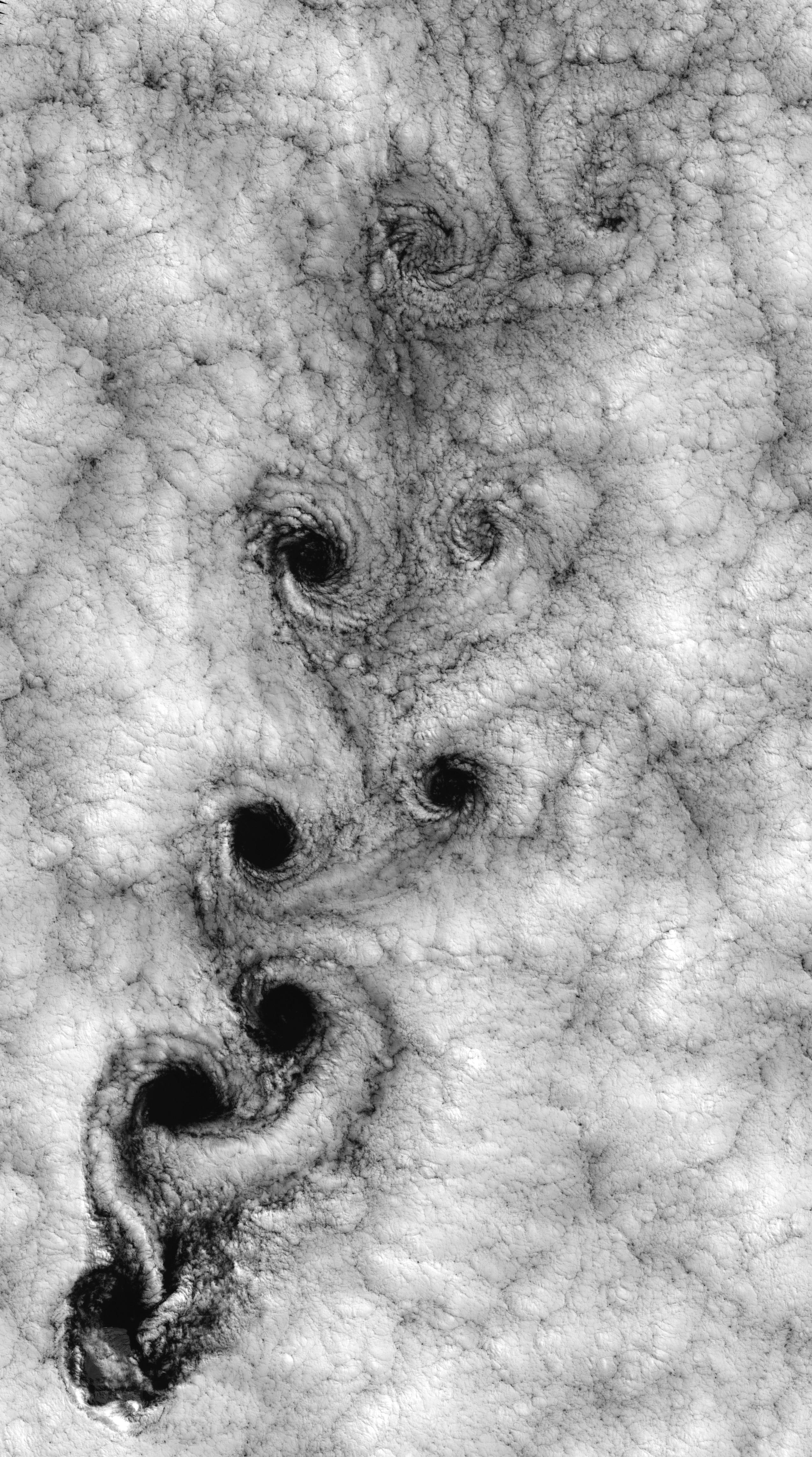
A Landsat 7 műhold felvétele a Chile partjainál fekvő Juan Fernández-szigetek felett létrejött Kármán-féle örvénysorról. Az örvényes légköri áramlást az áramlási vonalak mentén elhelyezkedő felhők teszik láthatóvá.

A Kármán-féle örvényjelenségnek számos megnyilvánulását figyelhetjük meg a természetben.
- Nagy szélben a zászlók lobogását a széleken leszakadó örvények hozzák létre.
- Könnyen elvégezhető hidrodinamikai kísérlet, amikor pálcát vagy vonalzót próbálunk egyenletes, de nagy sebességgel vízben végighúzni. Megfigyelhető, hogy a pálcát és így a kezünket is oldalirányú rezgések akadályozzák az egyenletes haladásban.
- Az előzőhöz hasonlóan, könnyen kivitelezhető aerodinamikai kísérlet, amikor vékony papírlapot húzunk nagy sebességgel a levegőben, a lappal párhuzamos irányban. Ekkor a papírlap berezeg és zizegő hangot ad.
- Szélben oszlopok és rudak zúgó hangját is az okozza, hogy a mögöttük leszakadó örvények rúdon létrehozott rezgésszáma megegyezik a hallható hang rezgésszámával.
- Ha a rezgések frekvenciája megegyezik az áramlásba helyezett test sajátfrekvenciájával (ez a rezonancia esete), akkor a test rezgéseinek kitérése igen nagyra nőhet, így rezonanciakatasztrófát okozhat. Ilyen jelenség okozta 1940-ben a Tacoma-tengerszoros feletti híd összeomlását. A híd széléről periodikusan leváló örvények lengésbe hozták a hídszerkezetet, mely lengések egy idő múlva olyan nagyok lettek, hogy a felfüggesztésre szolgáló huzalok rögzítései elengedték a hidat, tartószerkezetei a túlterhelések hatására szétszakadtak és a híd a vízbe hullott.
- A légköri jelenségek között is szerepel a Kármán-féle örvényjelenség. Ha huzamosabb ideig nagy sebességű levegő áramlik egy irányba, akkor a  földrajzi képződmények (magas hegy, sziget) mögött ugyanúgy örvények keletkezhetnek, mint oszlopok vagy épületek mögött. (Lásd a műholdas felvételt!)
- A legújabb kutatások azt mutatják, hogy rovarok, például a méhek energiát nyernek repülés közben a szárnyaik körül kialakuló örvényekből. A rovarok ennek az energiának egy részét vissza tudják nyerni, és ezzel növelik sebességüket és mozgékonyságukat. A rovarok elfordítják szárnyukat, mielőtt belekezdenének felemelésükbe, és a szárnyakat a szárnycsapáskor kialakult örvények emelik fel. A rovarszárnyak nagy frekvenciájú oszcilláló mozgása azt jelenti, hogy másodpercenként több száz örvény válik le, azonban ez a fentiekkel ellentétben szimmetrikus örvénysort eredményez.